# Stone (entreprise)
Pour les articles homonymes, voir Stone.
Stone est une entreprise brésilienne spécialisée dans les moyens de paiements par carte et numériques. Elle est fondée en 2012.

## Histoire
En août 2020, Stone annonce l'acquisition de Linx, une entreprise brésilienne de traitements des paiements électroniques, pour l'équivalent de 1,12 milliard de dollars.
Avec un focus sur les MEI et les petites entreprises, Stone a lancé au début de 2020 Ton, une entreprise dédiée aux solutions de paiement pour les particuliers et les petites entreprises, permettant l'achat de terminaux de paiement et offrant des tarifs compétitifs. Comme innovation, Ton a également lancé en août 2020 le Tap Ton, une solution de paiement sans terminal, utilisant uniquement la technologie de paiement sans contact (NFC) du téléphone, via son application mobile, permettant au téléphone de se transformer en terminal de paiement. Comme stratégie de croissance, outre les tarifs agressifs, Ton mise sur le programme de parrainage Renda Extra, qui récompense ceux qui recommandent ses solutions.

## IPO
Le 25 octobre 2018, Stone a fait son entrée à la bourse américaine NASDAQ, levant un montant total de capitaux, supérieur à la fourchette indicative, de 1,22 milliard de dollars, avec un prix initial d'actions à 24,00 dollars et clôturant à la hausse de 30 %, au prix de 31,35 dollars. La veille de son lancement en bourse, Stone a publié un communiqué informant d'une fuite de données.
L'IPO a vu la participation de grands investisseurs internationaux comme Warren Buffett, à travers sa holding d'investissements Berkshire Hathaway, et Ant Financial du groupe chinois Alibaba.

## Prix
- Prix iBest 2020 - Lauréat par le Jury Populaire et Officiel dans la catégorie Acquiring[10]
- Prix iBest 2020 - Top 3 par le Jury Officiel dans la catégorie Fintech[10]